# Забілоцька сільська рада
Забілоцька сільська рада — колишня адміністративно-територіальна одиниця та орган місцевого самоврядування у Ставищенському, Малинському і Радомишльському районах Малинської і Волинської округ, Київської й Житомирської областей Української РСР та України з адміністративним центром у с. Забілоччя.

## Населені пункти
Сільській раді були підпорядковані населені пункти:
- с. Забілоччя
- с. Гута-Забілоцька

## Населення
Відповідно до результатів перепису населення СРСР, кількість населення ради, станом на 12 січня 1989 року, становила 1 171 особу.
Станом на 5 грудня 2001 року, відповідно до перепису населення України, кількість мешканців сільської ради становила 792 особи.

## Склад ради
Рада складалася з 16 депутатів та голови.

## Керівний склад сільської ради
| ПІБ                             | Основні відомості                                                                  | Дата обрання | Дата звільнення |
| ------------------------------- | ---------------------------------------------------------------------------------- | ------------ | --------------- |
| Чернишевич Володимир Григорович | Сільський голова, 1960 року народження, освіта, член Соціалістичної партії України | 26.03.2006   | 31.10.2010      |
| Іщук Борис Васильович           | Сільський голова, 1950 року народження, освіта вища, безпартійний                  | 31.10.2010   |                 |

Примітка: таблиця складена за даними джерела

## Історія
Створена 1923 року в с. Забілоччя Кичкирівської волості Радомисльського повіту Київської губернії. 16 січня 1923 року до складу ради включене с. Новосельці ліквідованої Новоселецької сільської ради. Станом на вересень 1924 року на обліку значаться хутори Берки та Копилів. На 1 жовтня 1941 року с. Новосельці та х. Копилів не перебувають на обліку населених пунктів.
Станом на 1 вересня 1946 року сільська рада входила до складу Радомишльського району Житомирської області, на обліку в раді перебувало с. Забілоччя.
5 березня 1959 року, відповідно до рішення Житомирського облвиконкому № 161 «Про ліквідацію та зміну адміністративно-територіального поділу окремих сільських рад області», до складу ради включено с. Гута-Забілоцька ліквідованої Гуто-Забілоцької сільської ради Радомишльського району.
На 1 січня 1972 року сільська рада входила до складу Радомишльського району Житомирської області, на обліку в раді перебували села Гута-Забілоцька та Забілоччя.
Виключена з облікових даних 17 липня 2020 року. Відповідно до розпорядження Кабінету Міністрів України № 711-р від 12 червня 2020 року «Про визначення адміністративних центрів та затвердження територій територіальних громад Житомирської області», територію та населені пункти ради включено до складу Радомишльської міської територіальної громади Житомирського району Житомирської області.
Входила до складу Ставищенського (7.03.1923 р.), Радомишльського (13.03.1925 р., 4.01.1965 р.) та Малинського (30.12.1962 р.) районів.